# ال‌اس‌دی
اِل‌اِس‌دی (LSD) با نام شیمیایی لایزرژیک اسید دی اتیل آمید (به انگلیسی: Lysergic acid diethylamide) که در فرهنگ عامه با نام اسید نیز شناخته می‌شود، معروف‌ترین سایکواکتیو در دسته روان‌گردان‌ها است.
واژه LSD نخستین بار از کلمه آلمانی Lysergsäure diethylamid برگرفته شده‌است.
این ماده به‌طور گسترده برای مصارف تفریحی و درمانی مورد استفاده قرار می‌گیرد. به‌طور معمول ال‌اس‌دی بلعیده یا روی زبان نگه داشته می‌شود. این دارو همچنین بر روی حبه قند یا بلاتر هم قرار داده می‌شود.
ال‌اس‌دی نخستین بار در سال ۱۹۳۸ توسط یک شیمیدان سوئیسی به نام آلبرت هافمن، که به امید دست یافتن به دارویی جدید، انواع ترکیبات ارگوت را آزمایش می‌کرد، ساخته شد. اما خواص آن تا زمانی که آلبرت هافمن خود شخصاً آن را مصرف نکرده بود، کشف نشد. تجربیات آلبرت هافمن هنگام مصرف این ماده، در دفترچه یادداشت او به ثبت رسیده‌است. امروزه ال‌اس‌دی مصرف رسمی پزشکی ندارد، اما احتمال استفاده از آن در سایکدلیک تراپی برای درمان بیماریهایی چون افسردگی و اعتیاد در حال پژوهش و بررسی است.

## تأثیرات

تاثیرات فیزیکی ال اس دی

اثرات مصرف ال‌اس‌دی می‌تواند غیرقابل پیش‌بینی باشد. این اثرات به میزان مصرف، شخصیت مصرف‌کننده و محیط مصرف ال‌اس‌دی بستگی دارد. معمولاً تأثیرات آن ۲۰ تا ۶۰ دقیقه پس از مصرف ظاهر می‌شود و ۶ تا ۱۲ ساعت به طول می‌انجامد. تأثیرات روان‌گردان‌هایی مثل ال‌اس‌دی به‌طور معمول یک تریپ (سفر) نامیده می‌شود.

### جسمی
مصرف ال‌اس‌دی باعث تأثیرات موقتی چون گشادی مردمک چشم، کاهش اشتها و افزایش هوشیاری می‌شود.

### حسی
یکی از اثرات ال‌اس‌دی ایجاد تغییرات هیجانی و حسی در مصرف‌کننده است. این تغییرات بیشتر از علایم فیزیکی مصرف است. معمولاً شخص مصرف‌کننده، ابتدا دچار هیجان‌ها و احساسات شدید و متفاوتی می‌شود یا احساسات و هیجانات او با سرعت زیاد تغییر می‌کند. اگر مصرف ال‌اس‌دی بیشتر شود؛ مصرف‌کننده دچار توهمات بصری لذت بخشی می‌شود. درک مصرف‌کننده از زمان و از خودش تغییر می‌کند. گاه ممکن است به نظر برسد حواس پنج‌گانه با هم مخلوط شده‌اند. حس لامسه بیشتر می‌شود. مصرف‌کننده ممکن است حس کند رنگ‌ها را می‌شنود یا صداها را می‌بیند. به این حالت حس آمیزی می‌گویند. در بسیاری افراد، این تغییرات حواس باعث ایجاد ترس و وحشت می‌شوند.
اگر مصرف ال‌اس‌دی یک «سفر خوب» باشد مصرف‌کننده احساس سرخوشی می‌کند و اگر یک «سفر بد» باشد، مصرف‌کننده دچار احساسات بد می‌شود. تأثیرات فیزیکی اولیه انگشت شمارند و شامل سرگیجه، بی‌حسی، خستگی، ضعف عضلات و لرزش، رفلکس‌های سریع، افزایش فشار خون، ضربان قلب و دمای بدن، آسیب دیدن مهارت‌های حرکتی (اختلال تعادل)، تهوع و تشنج می‌شوند. مهم‌ترین علایم فیزیکی آن قهقهه‌های ناگهانی است. این قهقهه‌ها ممکن است در برابر اتفاقاتی که معمولاً خنده دار نیستند؛ پیش بیاید و اغلب هم قابل کنترل نیستند.
تغییرات مهم در قوه درک، فکر و خلق با فاصله زمانی اندکی پس از اثرات فیزیکی ظاهر می‌شوند:
- توهمات دیداری و شنیداری واضح که مصرف‌کننده از غیرواقعی بودن آن آگاه است.
- دچار نقصان شدن درک زمان، فواصل و وزن (احساس معلق بودن با تحت فشار بودن) و فاصله بین اشیای محیط. این مسئله به برخی از افراد نوعی احساس یگانگی با محیط (uniqamystica) می‌بخشد؛ در حالی که برخی دیگر را دچار وحشت می‌کند.
- درآمیختگی احساسات که اغلب به صورت شنیدن رنگ‌ها و دیدن صداها توصیف می‌شود.
- کاهش کنترل بر روی روند افکار که باعث ترکیب خاطرات با واقعیت می‌شود یا به چیزهای کم‌اهمیت معناهای بزرگی می‌بخشد.
- احساس پیشرفت و موفقیت در موضوع‌های واقعی شایع است.
- ال‌اس‌دی به سرعت از طریق دستگاه گوارش جذب می‌شود و به همه بافت‌ها از جمله مغز می‌رسد.

### قیمت و بازار مصرف در ایران
ال اس دی جزو روانگردان‌های بسیار کمیاب در ایران است. به نحوی که تقریباً در هیچ‌یک از شهرهای کوچک ایران عرضه نمی‌شود. اما در شهرهای بزرگ‌تر مانند تهران، اصفهان، مشهد، تبریز، کرج و شیراز به ندرت و با قیمت‌های سرسام آوری به فروش می‌رسد. یک فروشنده در اصفهان می‌گوید قیمت هر تریپ ال اس دی ساده حدوداً ۷۰۰ هزار تومانی برای اشخاص هزینه دربردارد فرووشنده دیگری در کرج می‌گوید هر ورق کوچک آن یک میلیون و دویست هزار تومان پول از جیب مصرف‌کنندگان کش می‌رود.

### تحقیقات درمانی
بررسی اخیر ۲۵ سال تحقیق (۱۹۹۰–۲۰۱۵) در مورد LSD، و همچنین سیلوسایبین و آیاهواسکا، به‌طور مداوم نشان می‌دهد که روانگردان‌ها پتانسیل زیادی برای درمان اختلالات اضطرابی، افسردگی و اعتیاد دارند.
در یک مطالعه که شامل افراد مبتلا به بیماری‌های با احتمال خطر مرگ بود، جلسات روان درمانی LSD برای کاهش اضطراب پایان زندگی مشخص شد که این کاهش ترس از مرگ تا ۱۲ ماه بعد، همچنان وجود داشت. همچنین بهبودهایی در پرسشنامه کیفیت زندگی مبتلایان سرطان و مقیاس اضطراب و افسردگی بیماران در بیمارستان مشاهده شد.
در مطالعه دیگری هم، محققان دریافتند که روان درمانی با کمک LSD اثرات مثبت و بلندمدتی بر بیماران مبتلا به بیماری‌های تهدید کننده حیات دارد. این تغییرات شامل کاهش اضطراب، افزایش کیفیت زندگی درک شده، بینش‌های ارزشمند و بهبود در روابط اجتماعی بود.

## خطرات

### وابستگی

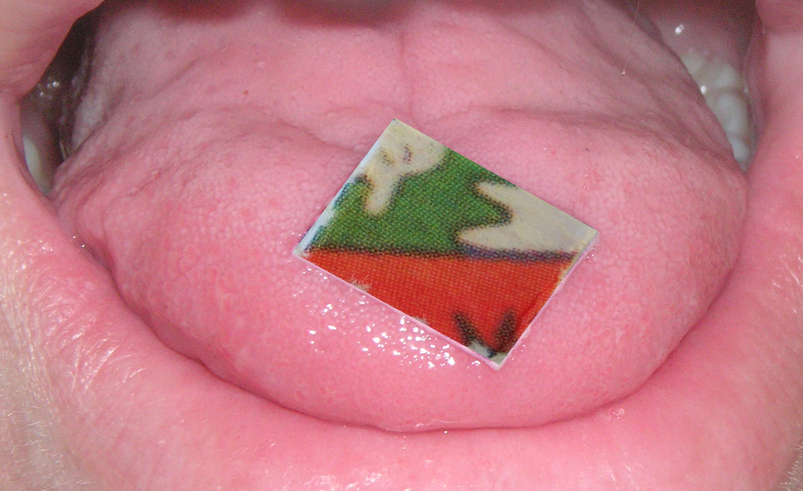
مصرف ال‌اس‌دی

ال‌اس‌دی به صورت جسمی اعتیادآور نیست ولی می‌تواند یکی از بالاترین سطوح وابستگی روانی را ایجاد کند. اما مصرف مداوم روان‌گردان‌ها معمولاً خوشایند نیست و حتی با یک بار مصرف ممکن است کلا از مصرف آن‌ها منصرف شوند، زیرا تأثیرات روانی و افکاری شدیدی را ممکن است داشته باشند.
همچنین مصرف مکرر آن باعث بروز مقاومت (تلورانس) می‌شود یعنی مصرف‌کننده بعد از مصرف مداوم باید برای رسیدن به حالت اولیه میزان بیشتری مصرف کند و برای برگشت تعادل گیرنده‌ها به حالت اول، باید دست کم یک الی دو هفته فاصله بین مصرف‌ها وجود داشته باشد. شواهد تجربی بر روی انسان و حیوانات نشان می‌دهد که ال‌اس‌دی باعث ایجاد عادت (positive reinforcement) برای مصرف بیشتر نمی‌شود.

### ال‌اس‌دی تقلبی
ال‌اس‌دی ترکیب گرانی محسوب می‌شود و تولید آن نیاز به دانش تخصصی دارد ازین رو بسیاری کاغذهای که به عنوان LSD فروخته می‌شوند حاوی مواد روانگردان ارزان قیمت و خطرناک‌تری مانند ۲۵آی-ان‌بام هستند که مرگ‌های بسیاری را رقم زده. یکی از تفاوت‌های آی-ان‌بام با ال‌اس‌دی مزه تلخ‌تر آن است.

## تجربه مصرف

### نخستین مصرف اتفاقی توسطآلبرت هافمن
آلبرت هافمن کاشف ال‌اس‌دی نخستین تجربه اتفاقی مصرف این ماده را چنین توصیف کرده‌است:
وقتی که روی تخت‌خوابم دراز کشیدم در عالم هذیان و هیجان و مستی غوطه‌ور شدم. تمام اثاث خانه به دنبال هم حرکت می‌کردند و پیوسته تغییر رنگ می‌دادند. به نظرم می‌آمد که ستارگان آبی رنگ آسمان روی سقف خانه‌های شهر فرو می‌ریزند. پس از دو ساعت که در عالم بی‌خبری بودم، یادم آمد که همان روز مقدار کمی از عصاره قارچ چاودار خوردم. فردای همان روز تصمیم گرفتم که همان آزمایش را با مصرف مقدار یک میلی‌گرم از این دارو تکرار کنم و نتیجه را یادداشت کنم و یادداشتم چنین بود؛ چهل دقیقه پس از خوردن این مقدار مختصری احساس سرگیجه کردم و بی‌اختیار قهقهه خنده سر دادم. جثهٔ کسانی که در اطرافم بودند به‌طور عجیبی کوچک شد. از همکارم درخواست کردم که مرا با دوچرخه به یک ویلا هدایت کند. با اینکه با سرعت با دوچرخه پا می‌زدیم، ولی احساس می‌کردم از جای خود تکان نمی‌خورم. پس از ۶ ساعت وضع عادی خود را بازیافتم.